# Elecciones generales de Honduras de 2017
Las elecciones generales de Honduras de 2017, se realizaron el domingo 26 de noviembre de ese año. En ellas se renovaron los titulares de los cargos de elección popular de la República de Honduras; estos son:
- Presidente de Honduras: Jefe de Estado de Honduras que ejerce las funciones de dirección del Poder Ejecutivo de Honduras, y comandante general de las Fuerzas Armadas.
- 128 diputados propietarios y 128 suplentes al Congreso de Honduras.
- 20 diputados al Parlamento Centroamericano.
- 298 alcaldes y 298 vicealcaldes, así como 2,092 regidores.[2]

La elección fue la primera después de la polémica decisión de la Corte de Honduras para permitir que un presidente buscara la reelección, con lo cual Juan Orlando Hernández, quien ostentaba el cargo desde 2014, fue el primer presidente desde la promulgación de la constitución de 1982 en postularse para un segundo período. A medida que el conteo de votos avanzaba con lentitud por parte del extinto Tribunal Supremo Electoral (TSE), Hernández superó al candidato opositor Salvador Nasralla, quien aventajaba por 5 % tras un primer informe con el 57.2 % de las actas contadas, lo cual provocó alegatos de fraude electoral y protestas en todo el país.
El 17 de diciembre, veintiún días después de las elecciones, Hernández fue declarado ganador por el TSE con una estrecha ventaja de 1.53 %. La Misión de la Organización de los Estados Americanos (OEA), que realizó un monitoreo independiente de las elecciones, encontró varias irregularidades durante el proceso y dudó de la credibilidad de los resultados oficiales. También otros observadores internacionales cuestionaron la transparencia y la justicia de los resultados. Esto, sumado a la negativa de los candidatos de la Alianza de Oposición y del Partido Liberal de reconocer los resultados, derivó en una crisis postelectoral. Hernández fue declarado ganador de los comicios, con la comunidad internacional reconociendo su triunfo, y con lo cual se convirtió en el primer presidente reelecto en la llamada Era Democrática del país.

## Elecciones internas
Las elecciones internas se realizaron el domingo 12 de marzo de 2017, contando con la observación de la Unión Europea. En el Partido Nacional se postuló como candidato el expresidente Rafael Leonardo Callejas (1990-1994); pero tuvo que rendir cuentas a la justicia estadounidense por el FIFA Gate, y designó a Roberto Ramón Castillo como su reemplazo.
Dos movimientos internos del Partido Nacional escogieron a Juan Orlando Hernádez como su candidato por consenso, mientras que siete movimientos internos del Partido Libre hicieron lo propio con Xiomara Castro.  Los resultados a nivel presidencial fueron los siguientes:
| Partido político       | Movimientos                      | Candidatos             | Votos         | Sumatoria de votos                                                            |
| ---------------------- | -------------------------------- | ---------------------- | ------------- | ----------------------------------------------------------------------------- |
| Partido Nacional       | Juntos por más Cambios           | Juan Orlando Hernández | 1 063 807     | Válidos: 1 149 327 Nulos: 119 346 Blancos: 110 097 Total: 1 378 770 (51.56 %) |
| Partido Nacional       | Unidos por una nueva Honduras    | Juan Orlando Hernández | 1 063 807     | Válidos: 1 149 327 Nulos: 119 346 Blancos: 110 097 Total: 1 378 770 (51.56 %) |
| Partido Nacional       | Monarca                          | Roberto Ramón Castillo | 85 520        | Válidos: 1 149 327 Nulos: 119 346 Blancos: 110 097 Total: 1 378 770 (51.56 %) |
| Partido Liberal        | Por Honduras, por Nosotros       | Luis Zelaya            | 344 431       | Válidos: 605 550 Nulos: 39 298 Blancos: 56 013 Total: 700 861 (26.21 %)       |
| Partido Liberal        | Nuevo Liberalismo                | Gabriela Núñez         | 199 646       | Válidos: 605 550 Nulos: 39 298 Blancos: 56 013 Total: 700 861 (26.21 %)       |
| Partido Liberal        | Unámonos                         | Enrique Ortez Sequeira | 25 099        | Válidos: 605 550 Nulos: 39 298 Blancos: 56 013 Total: 700 861 (26.21 %)       |
| Partido Liberal        | Nueva Actitud                    | José Martell           | 20 997        | Válidos: 605 550 Nulos: 39 298 Blancos: 56 013 Total: 700 861 (26.21 %)       |
| Partido Liberal        | Alianza Popular Progresista      | Carlos Montoya         | 15 377        | Válidos: 605 550 Nulos: 39 298 Blancos: 56 013 Total: 700 861 (26.21 %)       |
| Libertad y Refundación | M-28 Poder para Vos              | Xiomara Castro         | 401 474       | Válidos: 427 613 Nulos: 21 757 Blancos: 12 455 Total: 461 825 (22.23 %)       |
| Libertad y Refundación | Fuerza de Refundación Popular    | Xiomara Castro         | 401 474       | Válidos: 427 613 Nulos: 21 757 Blancos: 12 455 Total: 461 825 (22.23 %)       |
| Libertad y Refundación | Avancemos                        | Xiomara Castro         | 401 474       | Válidos: 427 613 Nulos: 21 757 Blancos: 12 455 Total: 461 825 (22.23 %)       |
| Libertad y Refundación | Pueblo Organizado en Resistencia | Xiomara Castro         | 401 474       | Válidos: 427 613 Nulos: 21 757 Blancos: 12 455 Total: 461 825 (22.23 %)       |
| Libertad y Refundación | Somos +                          | Xiomara Castro         | 401 474       | Válidos: 427 613 Nulos: 21 757 Blancos: 12 455 Total: 461 825 (22.23 %)       |
| Libertad y Refundación | Fuerza y Esperanza FE            | Xiomara Castro         | 401 474       | Válidos: 427 613 Nulos: 21 757 Blancos: 12 455 Total: 461 825 (22.23 %)       |
| Libertad y Refundación | Pueblo Libre                     | Xiomara Castro         | 401 474       | Válidos: 427 613 Nulos: 21 757 Blancos: 12 455 Total: 461 825 (22.23 %)       |
| Libertad y Refundación | 5 de julio                       | Nelson Ávila           | 11 589        | Válidos: 427 613 Nulos: 21 757 Blancos: 12 455 Total: 461 825 (22.23 %)       |
| Libertad y Refundación | Renovación Partido Libre         | Rasel Tomé             | 14,550        | Válidos: 427 613 Nulos: 21 757 Blancos: 12 455 Total: 461 825 (22.23 %)       |
| Participación          | Participación                    | Participación          | Participación | 2 674 162 (100 %)                                                             |
| Fuente: TSE            |                                  |                        |               |                                                                               |

## Antecedentes
En 2015, se permitió la reelección en el nivel presidencial gracias a un fallo de inaplicabilidad de la Corte Suprema al artículo 239, que prohíbe al titular del ejecutivo aspirar nuevamente a la presidencia; a pesar de que el artículo 374 de la constitución prohíbe reformar por cualquier medio los artículos concernientes a la prohibición para ser nuevamente Presidente de la República. El tema de la reelección presidencial fue objeto de gran controversia, pues fue una motivación para el golpe de Estado de 2009, cuando el presidente Manuel Zelaya fue depuesto por pretender reformar ilegalmente la constitución para permitirla.
En mayo de 2017, los partidos Libre (Izquierda) y PINU (Centro-Izquierda) conformaron la Alianza de Oposición contra la Dictadura (o "Alianza Libre-Pinu") para esta elección, nominando al fundador del PAC, Salvador Nasralla, como su candidato; con el expresidente Manuel Zelaya como su coordinador general y la excandidata de Libre, Xiomara Castro como primera designada presidencial. Las elecciones contaron además con la participación inédita del partido Va Movimiento Solidario (Vamos), fundado en febrero de 2016 por el diputado del partido Demócrata Cristiano Augusto Cruz Asensio.
En vista de la desconfianza y las críticas vertidas por la Alianza Opositora y el Partido Liberal a Mapa Soluciones, la empresa que desde 2009 se encargaba de transmitir, procesar, integrar y divulgar los resultados electorales, esta fue sustituida por la empresa Dale Vucanovich y la compañía Asica, entre las que se dividió dicho trabajo para las elecciones generales. También se contrató una tercera firma, Audisis Ltda, para el trabajo de auditoría.
Otra novedad en el proceso electoral fue la implementación de la Ley de Política Limpia, que establece límites al gasto de las campañas políticas y a las aportaciones a las mismas; además de prohibir todo tipo de publicidad del gobierno central y gobiernos locales durante el período estipulado de proselitismo político, incluyendo cualquier evento de inauguración de obras públicas. Su cumplimiento es responsabilidad de la Unidad de Política Limpia, conformada por 3 comisionados, a la cual todos los candidatos deben rendir un informe de gastos de campaña. Para algunos analistas, la implementación de esta ley fue una de las razones por las cuales la campaña política estuvo menos saturada de publicidad que las anteriores.

## Proceso
Las urnas cerraron a las 16:00 horas (UTC−6), permitiéndole ejercer el sufragio a los ciudadanos que aún se encontraran haciendo fila; un cambio con respecto a años anteriores cuando el tiempo de votación se extendía una hora más. Los partidarios de la oposición vieron esto como un intento del TSE de suprimir el voto. Tras el cierre de los centros de votación, estaba previsto que los primeros resultados se divulgaran hacia las 19:30 de la noche, sin embargo el primer informe del ente electoral se dio a las 1:30 horas del lunes, un hecho sin precedentes en la historia democrática del país. En este, Salvador Nasralla se perfilaba como ganador con el 45,17 % de votos favorables frente al 40,21 % de Hernández, habiéndose escrutado el 57 % de las actas electorales. Antes de que se anunciaran los resultados oficiales, ambos candidatos se proclamaron vencedores. A pesar de que el presidente del Tribunal Electoral, David Matamoros, llamó a esperar los resultados finales, el magistrado suplente de este ente, Marco Ramiro Lobo, declaró a medios de comunicación que la tendencia era «irreversible»; y también vertió declaraciones posteriores cuestionando la actuación de Matamoros y la transparencia del proceso.
Luego del primer informe, el conteo de votos se detuvo durante 36 horas y el TSE anunció que los resultados finales estarían disponibles el 30 de noviembre. 
En el transcurso de los días, el TSE publicó en su página web actualizaciones del conteo de votos, que vieron cómo la diferencia entre ambos candidatos se reducía constantemente; hasta que, con el 82.89 % de las actas procesadas, Hernández superó a Nasralla la tarde del miércoles 29 de noviembre. Ese día, ambos candidatos firmaron por separado un acuerdo con el jefe de la misión de observadores de la OEA en el que se comprometieron a llamar a la calma a sus seguidores y a aceptar los resultados una vez contados todos los votos. Sin embargo, en una conferencia de prensa la noche del mismo día, Nasralla declaró sin validez el acuerdo firmado, asegurando que fue parte de una trampa y denunciando una caída en el sistema de datos del TSE, al cual acusó estar cometiendo fraude; declaró que no reconocería los resultados e instó a sus partidarios a que "defendieran el triunfo" en las calles. Horas más tarde, el presidente del TSE reconoció que hubo una falla en el sistema, asegurando que no fue atípica ni comprometió los resultados.
El 1 de diciembre, la Alianza de Oposición presentó un documento con 11 peticiones al Tribunal Electoral, entre las cuales se solicitaba la presencia de un observador de la Alianza en cada mesa donde se realizaría el "escrutinio especial" —esto es: el conteo de las 1,006 actas que habían sido apartadas por encontrarse inconsistencias en ellas. También denunciaban una participación sospechosamente alta en los departamentos de Lempira, La Paz e Intibucá. El 4 de diciembre el Tribunal terminó de realizar el escrutinio especial, finalizando así con el conteo del 100 % de las actas. En dicho escrutinio no participaron representantes de partidos políticos, pero sí observadores de la OEA, la UE y la sociedad civil. La Alianza solicitó entonces el reconteo de 5,179 actas que no habían sido trasmitidas la noche del 26 de noviembre, arguyendo que en ellas se «encontraba el fraude»; la petición fue respaldada por las misiones de observación de la OEA y la UE. Ante el anuncio del Tribunal Electoral de llevar a cabo dicho reconteo, la Alianza pidió un reconteo total de las 18 mil actas y la revisión de las firmas de los votantes en el cuaderno electoral, alegando que todo el sistema electoral estaba «contaminado». El reconteo se realizó del 7 al 10 de diciembre con presencia de observadores nacionales e internacionales, y el TSE anunció que no habían encontrado evidencias de fraude. En este se contaron cada uno de los votos de 4,753 actas, pues el resto de actas solicitadas por la Alianza ya habían sido contadas en el escrutinio especial anterior. Entre las actas, 900 pertenecían a los departamentos señalados por la Alianza: Lempira, Intibucá y La Paz. Los datos entregados por el Tribunal Electoral en este conteo especial fueron del 50 % de votos para Hernández y el 31.5 % para Nasralla. Finalmente, el 17 de diciembre el TSE anunció la declaratoria oficial de resultados.

## Resultados

### Nivel presidencial
| Candidato a presidente                                   | Candidato a presidente | Candidato a presidente     | Partido o alianza     | Partido o alianza | Votos     | %       |
| -------------------------------------------------------- | ---------------------- | -------------------------- | --------------------- | --- | --------- | ------- |
|                                                          |                        | Juan Orlando Hernández     |                       | Partido Nacional de Honduras (PNH)                                                                                                  | 1 410 888 | 42,95 % |
|                                                          |                        | Salvador Nasralla          |                       | Alianza de Oposición contra la Dictadura Ver partidos de la alianza: - Partido Libertad y Refundación - Partido Innovación y Unidad | 1 360 442 | 41,42 % |
|                                                          |                        | Luis Orlando Zelaya        |                       | Partido Liberal de Honduras (PLH)                                                                                                   | 484 187   | 14,74 % |
|                                                          |                        | Romeo Vásquez Velásquez    |                       | Alianza Patriótica Hondureña (APH)                                                                                                  | 6517      | 0,20 %  |
|                                                          |                        | Marlene Alvarenga          |                       | Partido Anticorrupción (PAC) | 5983      | 0,18 %  |
|                                                          |                        | Lucas Evangelisto Aguilera |                       | Partido Demócrata Cristiano de Honduras (DC)                                                                                        | 5900      | 0,18 %  |
|                                                          |                        | Alfonso Díaz Narváez       |                       | Unificación Democrática (UD) | 4633      | 0,14 %  |
|                                                          |                        | Isaías Fonseca Aguilar     |                       | Partido Frente Amplio (FAPER) | 3151      | 0,10 %  |
|                                                          |                        | Eliseo Vallecillo Reyes    |                       | Partido Va Movimiento Solidario (VAMOS)                                                                                             | 3003      | 0,09 %  |
| Votos válidos                                            | Votos válidos          | Votos válidos              | Votos válidos         | Votos válidos | 3 285 250 | 94,45   |
| Votos en blanco                                          | Votos en blanco        | Votos en blanco            | Votos en blanco       | Votos en blanco | 58 816    | 1,63 %  |
| Votos nulos                                              | Votos nulos            | Votos nulos                | Votos nulos           | Votos nulos | 134 899   | 3,88 %  |
| Total de votos                                           | Total de votos         | Total de votos             | Total de votos        | Total de votos | 3 478 965 | 100 %   |
| Participación                                            | Participación          | Participación              | Participación         | Participación | 3 478 965 | 57,53 % |
| Abstenciones                                             | Abstenciones           | Abstenciones               | Abstenciones          | Abstenciones | 2 567 908 | 42,47 % |
| Electores registrados                                    | Electores registrados  | Electores registrados      | Electores registrados | Electores registrados | 6 046 873 | 100 %   |
| TSE Archivado el 29 de julio de 2021 en Wayback Machine. |                        |                            |                       | |           |         |

Resultados por departamento
| Partido o coalición                                                  | Partido o coalición | Candidato              | Votos             | Votos             | Votos             | Votos             | Votos             | Votos             | Votos             | Votos             | Votos             | Votos             | Votos             | Votos             | Votos             | Votos             | Votos             | Votos             | Votos             | Votos             | Votos          | Votos     |
| Partido o coalición                                                  | Partido o coalición | Candidato              | Por departamentos | Por departamentos | Por departamentos | Por departamentos | Por departamentos | Por departamentos | Por departamentos | Por departamentos | Por departamentos | Por departamentos | Por departamentos | Por departamentos | Por departamentos | Por departamentos | Por departamentos | Por departamentos | Por departamentos | Por departamentos | Estados Unidos | Total     |
| Partido o coalición                                                  | Partido o coalición | Candidato              | AT                | CL                | CM                | CP                | CR                | CH                | EP                | FM                | GD                | IN                | IB                | LP                | LE                | OC                | OL                | SB                | VA                | YR                | Estados Unidos | Total     |
| -------------------------------------------------------------------- | ------------------- | ---------------------- | ----------------- | ----------------- | ----------------- | ----------------- | ----------------- | ----------------- | ----------------- | ----------------- | ----------------- | ----------------- | ----------------- | ----------------- | ----------------- | ----------------- | ----------------- | ----------------- | ----------------- | ----------------- | -------------- | --------- |
|                                                                      | UD                  | Alfonso Díaz           | 152               | 149               | 205               | 200               | 686               | 231               | 268               | 1,022             | 66                | 171               | 22                | 140               | 275               | 74                | 321               | 238               | 62                | 347               | 4              | 4,633     |
|                                                                      | Alianza             | Salvador Nasralla      | 73,661            | 56,979            | 71,035            | 60,147            | 271,047           | 84,566            | 61,968            | 234,944           | 8,373             | 28,572            | 9,003             | 21,918            | 46,444            | 22,630            | 81,777            | 98,135            | 31,936            | 95,931            | 1,376          | 1,360,442 |
|                                                                      | VAMOS               | Eliseo Vallecillo      | 143               | 85                | 101               | 196               | 471               | 144               | 121               | 662               | 237               | 123               | 9                 | 50                | 126               | 52                | 133               | 192               | 39                | 118               | 1              | 3,003     |
|                                                                      | DC                  | Lucas Evangelisto      | 190               | 165               | 246               | 213               | 796               | 333               | 258               | 1,938             | 57                | 162               | 24                | 110               | 189               | 108               | 515               | 145               | 119               | 325               | 7              | 5,900     |
|                                                                      | PLH                 | Luis Zelaya            | 20,194            | 10,756            | 29,302            | 30,967            | 55,840            | 27,963            | 41,509            | 106,058           | 3,474             | 17,311            | 5,041             | 22,358            | 13,555            | 17,302            | 26,146            | 10,739            | 19,307            | 26,166            | 199            | 484,187   |
|                                                                      | APH                 | Romeo Vásquez          | 322               | 159               | 338               | 242               | 1,084             | 350               | 299               | 1,745             | 102               | 285               | 47                | 148               | 344               | 186               | 367               | 145               | 93                | 238               | 23             | 6,517     |
|                                                                      | El Frente           | Isaías Fonseca         | 132               | 91                | 130               | 122               | 395               | 121               | 152               | 1,004             | 74                | 114               | 11                | 79                | 176               | 56                | 167               | 162               | 42                | 121               | 2              | 3,151     |
|                                                                      | PAC                 | Marlene Alvarenga      | 226               | 97                | 288               | 292               | 1,331             | 139               | 341               | 1,581             | 192               | 137               | 69                | 140               | 181               | 84                | 224               | 202               | 58                | 383               | 18             | 5,983     |
|                                                                      | PNH                 | Juan Orlando Hernández | 52,450            | 39,302            | 88,557            | 68,987            | 161,123           | 88,524            | 89,629            | 278,624           | 11,044            | 54,356            | 7,852             | 45,542            | 89,156            | 31,338            | 90,767            | 96,205            | 37,000            | 79,541            | 891            | 1,410,888 |
| Fuente: TSE Archivado el 10 de noviembre de 2021 en Wayback Machine. |                     |                        |                   |                   |                   |                   |                   |                   |                   |                   |                   |                   |                   |                   |                   |                   |                   |                   |                   |                   |                |           |

#### Diputados al Parlacen
| Integración de los diputados |
| --- |
| PNH 7 Libre 5 PLH 1 PINU 1 APH 1 PAC 1 DC 1 UD 1 El Frente 1 Vamos 1 |
| 1. José Octavio Godoy Urbina (PNH) 2. Alejandro Villatoro Aguilar (Libre) 3. Walter Reiniery Castellanos Sauceda (PNH) 4. Mario Hernán Sorto Deras (Libre) 5. Olman René Argueta Turcios (PNH) 6. Nelsy Yolani Mencias Martínez (Libre) 7. Rodimiro Zelaya Cortés (PNH) 8. Nedis Adrián Licona Reyes (Libre) 9. Cossete Alejandra López Osorio (PNH) 10. José León Aguilar (PINU) 11. Rudy Wilfredo Pineda Cárdenas (PNH) 12. Hugo Adalberto Suazo Ortiz (Libre) 13. Ángel Edmundo Orellana Mercado (PLH) 14. Jenny Elizeth Navarro Osorio (PNH) 15. Roberto Obdulio Montenegro Girón (APH) 16. José María Alvarenga Castellanos (PAC) 17. Carlos Humberto Manzanares Cabrera (DC) 18. Engels Martín Pineda García (UD) 19. Jorge Fernando Jiménez Reyes (El Frente) 20. Augusto Domingo Cruz Asensio (Vamos) |
| Fuente: Declaratoria de resultados |

### Nivel legislativo
| \| Partido político \| Escaños \| Escaños \| +/– \| \| --------------------------------------- \| ------- \| ------- \| ----------- \| \| Partido Nacional \| 61 \| \| 13 \| \| Libertad y Refundación \| 30 \| \| 7 \| \| Partido Liberal \| 26 \| \| 1 \| \| Partido Innovación y Unidad \| 4 \| \| 3 \| \| Partido Alianza Patriótica Hondureña \| 4 \| \| Nuevos \| \| Partido Demócrata Cristiano \| 1 \| \| Sin cambios \| \| Partido Anticorrupción \| 1 \| \| 12 \| \| Unificación Democrática \| 1 \| \| Sin cambios \| \| Partido Va Movimiento Solidario \| 0 \| 0 \| – \| \| FAPER \| 0 \| 0 \| – \| \| Total \| 128 \| 128 \| \| \| Fuente: Declaratoria de elecciones 2017 \| \| \| \| |         |         |             |
| Partido político | Escaños | Escaños | +/–         |
| Partido Nacional | 61      |         | 13          |
| Libertad y Refundación | 30      |         | 7           |
| Partido Liberal | 26      |         | 1           |
| Partido Innovación y Unidad | 4       |         | 3           |
| Partido Alianza Patriótica Hondureña | 4       |         | Nuevos      |
| Partido Demócrata Cristiano | 1       |         | Sin cambios |
| Partido Anticorrupción | 1       |         | 12          |
| Unificación Democrática | 1       |         | Sin cambios |
| Partido Va Movimiento Solidario | 0       | 0       | –           |
| FAPER | 0       | 0       | –           |
| Total | 128     | 128     |             |
| Fuente: Declaratoria de elecciones 2017 |         |         |             |

### Nivel municipal
El Partido Anticorrupción, la Unificación Democrática, el Partido Innovación y Unidad y el Frente Amplio no ganaron ninguna alcaldía. Las 298 alcaldías se repartieron de la siguiente manera:
| Partido o movimiento                                                 | Partido o movimiento              | Alcaldías         | Alcaldías         | Alcaldías         | Alcaldías         | Alcaldías         | Alcaldías         | Alcaldías         | Alcaldías         | Alcaldías         | Alcaldías         | Alcaldías         | Alcaldías         | Alcaldías         | Alcaldías         | Alcaldías         | Alcaldías         | Alcaldías         | Alcaldías         | Alcaldías    |
| Partido o movimiento                                                 | Partido o movimiento              | Por departamentos | Por departamentos | Por departamentos | Por departamentos | Por departamentos | Por departamentos | Por departamentos | Por departamentos | Por departamentos | Por departamentos | Por departamentos | Por departamentos | Por departamentos | Por departamentos | Por departamentos | Por departamentos | Por departamentos | Por departamentos | Total (%)    |
| Partido o movimiento                                                 | Partido o movimiento              | AT                | CL                | CM                | CP                | CR                | CH                | EP                | FM                | GD                | IN                | IB                | LP                | LE                | OC                | OL                | SB                | VA                | YR                | Total (%)    |
| -------------------------------------------------------------------- | --------------------------------- | ----------------- | ----------------- | ----------------- | ----------------- | ----------------- | ----------------- | ----------------- | ----------------- | ----------------- | ----------------- | ----------------- | ----------------- | ----------------- | ----------------- | ----------------- | ----------------- | ----------------- | ----------------- | ------------ |
|                                                                      | PNH                               | 3                 | 5                 | 10                | 13                | 5                 | 10                | 16                | 10                | 4                 | 11                | 1                 | 13                | 22                | 9                 | 14                | 16                | 6                 | 9                 | 173 (58.1 %) |
|                                                                      | PLH                               | 4                 | 2                 | 8                 | 9                 | 4                 | 6                 | 2                 | 15                | 0                 | 2                 | 3                 | 6                 | 3                 | 7                 | 5                 | 6                 | 2                 | 1                 | 89 (29.9 %)  |
|                                                                      | Libre                             | 1                 | 3                 | 1                 | 0                 | 2                 | 0                 | 1                 | 2                 | 2                 | 4                 | 0                 | 0                 | 3                 | 0                 | 4                 | 6                 | 1                 | 1                 | 31 (10.4 %)  |
|                                                                      | Salvemos Juntos Nuestro Municipio | -                 | -                 | 1                 | -                 | -                 | -                 | -                 | -                 | -                 | -                 | -                 | -                 | -                 | -                 | -                 | -                 | -                 | -                 | 1 (0.4 %)    |
|                                                                      | Unidos por Esquías                | -                 | -                 | 1                 | -                 | -                 | -                 | -                 | -                 | -                 | -                 | -                 | -                 | -                 | -                 | -                 | -                 | -                 | -                 | 1 (0.3 %)    |
|                                                                      | VAMOS                             | 0                 | 0                 | 0                 | 1                 | 0                 | 0                 | 0                 | 0                 | 0                 | 0                 | 0                 | 0                 | 0                 | 0                 | 0                 | 0                 | 0                 | 0                 | 1 (0.3 %)    |
|                                                                      | APH                               | 0                 | 0                 | 0                 | 0                 | 1                 | 0                 | 0                 | 0                 | 0                 | 0                 | 0                 | 0                 | 0                 | 0                 | 0                 | 0                 | 0                 | 0                 | 1 (0.3 %)    |
|                                                                      | DC                                | 0                 | 0                 | 0                 | 0                 | 0                 | 0                 | 0                 | 1                 | 0                 | 0                 | 0                 | 0                 | 0                 | 0                 | 0                 | 0                 | 0                 | 0                 | 1 (0.3 %)    |
| Fuente: TSE Archivado el 14 de diciembre de 2021 en Wayback Machine. |                                   |                   |                   |                   |                   |                   |                   |                   |                   |                   |                   |                   |                   |                   |                   |                   |                   |                   |                   |              |

Detalle de las ciudades más importantes del país
| Partido o movimiento | Partido o movimiento    | Distrito Central                    | Distrito Central  | San Pedro Sula                   | San Pedro Sula   |
| Partido o movimiento | Partido o movimiento    | Candidato                           | Votos (%)         | Candidato                        | Votos (%)        |
| --- | ----------------------- | ----------------------------------- | ----------------- | -------------------------------- | ---------------- |
| | UD                      | Nelson Josué Flores Mejía           | 970 (0.21 %)      | Joel Alcides Antón Cruz          | 503 (0.23 %)     |
| | Libre                   | Jorge Aldana                        | 53 824 (11.87 %)  | José Antonio Rivera Matute       | 50 971 (23.66 %) |
| | VAMOS                   | Giselle Alejandra Villanueva Oyuela | 1103 (0.24 %)     | Fiama Karina Martínez Ponce      | 582 (0.27 %)     |
| | PINU                    | José Carlenton Dávila Mondragón     | 10 178 (2.24 %)   | Pablo Augusto Carbajal Torres    | 1880 (0.87 %)    |
| | DC                      | Marco Antonio Suazo                 | 2943 (0.65 %)     | Jorge Edwin Oseguera             | 7782 (3.61 %)    |
| | PLH                     | Osman Danilo Aguilar Ponce          | 25 442 (5.60 %)   | Marlon Guillermo Lara Orellana   | 44 551 (20.69 %) |
| | APH                     | Ivonne Esmeralda Pinto Rubio        | 7172 (1.58 %)     | Lempira Cuauhtémoc Viana Mora    | 8478 (3.94 %)    |
| | Frente Amplio           | José Ochoa y Martínez               | 638 (0.14 %)      | Jesús Giovanni Manzanares Torres | 225 (0.10 %)     |
| | PAC                     | Dilcia Maribel Galo Juárez          | 1682 (0.37 %)     | Marvin Geovani Barahona Rivera   | 2625 (1.21 %)    |
| | PNH                     | Nasry Asfura                        | 350 057 (77.10 %) | Armando Calidonio                | 71 628 (33.26 %) |
| | Sí Podemos Sampedranos* | No disponible                       | No disponible     | Fátima Patricia Mena Baide       | 21 875 (10.15 %) |
| | Milla mi Alcalde*       | No disponible                       | No disponible     | José Guillermo Milla French      | 4331 (2.01 %)    |
| Totales | Totales                 | Totales                             | 454 009 (100 %)   |                                  | 215 431 (100 %)  |
| Fuentes: Distrito Central Archivado el 15 de diciembre de 2021 en Wayback Machine. y San Pedro Sula Archivado el 15 de diciembre de 2021 en Wayback Machine., TSE |                         |                                     |                   |                                  |                  |

*Movimientos independientes

## Observación y análisis
Las elecciones de 2017 fueron las más observadas de la historia del país, con 15 mil observadores nacionales y más de mil internacionales de 70 nacionalidades, entre los que destacan la Misión de Observación Electoral de la Organización de los Estados Americanos (MOE-OEA), encabezada por Jorge Quiroga Ramírez; de la Unión Europea (MOE-UE), encabezada por Marisa Matias, y las delegaciones del Parlamento Europeo, el Programa de las Naciones Unidas para el Desarrollo, la Unión Interamericana de Organismos Electorales y de la Embajada de Estados Unidos; además de 6 expresidentes de otros países: Felipe González, Vicente Fox, Felipe Calderón, Laura Chinchilla, Ricardo Lagos y Jorge Quiroga Ramírez.
Los observadores electorales de la OEA, en su informe final, documentaron numerosas irregularidades en la conducción de la votación y la tabulación de las boletas, concluyendo que el proceso fue «de baja calidad electoral y por ende no se puede afirmar que las dudas sobre el mismo estén esclarecidas». Según los análisis del profesor de Georgetown, Irfan Nooruddin, mencionados en el informe, en todos los departamentos hubo un dramático aumento en la participación electoral acompañado de un cambio en la tendencia a favor del Partido Nacional al computarse el último 32 % de actas presidenciales; lo cual es atípico y estadísticamente improbable. Nooruddin llegó a la conclusión de que «las diferencias son demasiado grandes para ser generadas por el azar y no son fácilmente explicables, lo que plantea dudas sobre la veracidad del resultado general».
También The Economist analizó el conteo de votos reportado por el TSE, comparando los primeros resultados ofrecidos con el resultado final. Ante la posibilidad matemática del cambio en la tendencia, la revista contó con la colaboración de una antropóloga experta en Honduras para analizar la validez de la explicación de Hernández sobre la razón de dicho cambio: que los votos posteriores provinieron de áreas rurales, con mayor apoyo al Partido Nacional. The Economist concluyó que esa explicación era poco probable, pues el dramático cambio también ocurrió en municipios sin grandes ciudades urbanas. La única otra explicación para el cambio sería que los resultados iniciales favorables a Nasralla se basaran en las boletas transmitidas digitalmente al TSE la noche del 26 de noviembre —el 71 % del total—, mientras que las boletas físicas del resultado final favorecieran a Hernández; pero tendría que haber una diferencia de 18 puntos porcentuales en las boletas físicas. Según The Economist, las probabilidades dicen «que eso no sucedió».
Justo después de la declaración oficial de resultados, la Misión de Observación Electoral de la Unión Europea emitió un comunicado en el que constató una voluntad de apertura del TSE ante reclamos e impugnaciones, y dio a conocer que con una muestra aleatoria de 300 de las más de 14,000 actas entregadas por la Alianza Opositora a la Misión, no encontraron diferencias de resultados entre estas y las emitidas por el Tribunal. El informe también señaló la ventaja de recursos del candidato oficialista y la implementación de programas sociales sin una clara separación entre gobierno y partido político.
Respecto a la suspensión del Sistema Integrado de Escrutinio y Divulgación Electoral (SIEDE) ocurrido el día 29 de noviembre, el informe de la MOE-UE indica que se trató de un incidente meramente técnico ligado a la falta de espacio del disco duro, no observando ningún indicio de alteración de la base de datos. La MOE-OEA, por su parte, coincide en que las fallas del servidor comenzaron cuando alcanzaba su límite de capacidad, pero desconoce las razones técnicas reales que llevaron a la interrupción del sistema por casi 9 horas, y el impacto que tuvo. Afirma además no haber identificado acciones concretas con el propósito de alterar de manera dolosa los resultados electorales, pero concluye que el SIEDE no contó con las medidas necesarias para garantizar su integridad, habiéndose realizado malas prácticas de seguridad informática, como ser el ingreso de 464 actas de forma inapropiada.

## Crisis poselectoral
Tras el llamado del candidato de la Alianza Opositora el 29 de noviembre, decenas de simpatizantes realizaron protestas vandálicas en varias zonas del país, dañando propiedad pública y privada. Las mismas reportaron al menos 7 muertos y más de 20 heridos. En respuesta, el gobierno hondureño decretó la suspensión de ciertas garantías constitucionales, con un toque de queda durante 10 días, aplicable de 6 de la tarde a 6 de la mañana. En protesta por esta medida, se realizó un cacerolazo a nivel nacional a las 7 y 10 de la noche del sábado 2 de diciembre, y otro al día siguiente.
Tras la declaración oficial de resultados electorales el 17 de diciembre, el coordinador de la Alianza, Manuel Zelaya, anunció un paro nacional que provocó una nueva ola de protestas en todo el país, con bloqueos en las principales calles de Tegucigalpa y San Pedro Sula. También en enero y febrero de 2018, la Alianza de Oposición realizó manifestación en rechazo a los resultados electorales. Según el informe de la OACDH, la jornada de protestas poselectorales dejó un saldo de 22 muertes civiles y una policial.
El 18 de diciembre, el presidente Hernández comenzó un proceso de preparación para un "diálogo nacional", al cual posteriormente se integraron los representantes de 5 partidos políticos minoritarios. El diálogo comenzó el 28 de agosto de 2017, con la participación de representantes del gobierno, del Partido Liberal, el Partido Nacional, el Partido Innovación y Unidad y de Salvador Nasralla. En este se discutieron temas relacionados con la crisis poselectoral y a reformas electorales. El mismo concluyó el 11 de diciembre sin acuerdos concretos entre las partes.

### Reacciones
Durante el periodo de protestas, media docena de países expresaron su preocupación por la situación en Honduras, haciendo un llamado a la calma. Entre ellos, los presidentes Nicolás Maduro de Venezuela, Raúl Castro de Cuba y Evo Morales de Bolivia condenaron el «fraude» en Honduras. 
Después del anuncio del TSE de los resultados oficiales y considerando los análisis del informe preliminar de la Misión de Observación Electoral de la OEA, el secretario general de este organismo, Luis Almagro, emitió un comunicado proponiendo que se repitieran las elecciones generales, algo no contemplado en la ley hondureña. El gobierno rechazó la posición de la OEA, alegando injerencia.
A pesar de la controversia, más de 150 países fueron reconociendo a Hernández como presidente electo, con varias delegaciones de sus representantes haciéndose presente en su toma de posesión. Asimismo, la OEA emitió un último comunicado el 22 de enero manifestando su «firme intención» de trabajar con las autoridades electas de Honduras «en sus tres niveles».